# 合柱兰属
合柱兰属（学名：Diplomeris）是兰科下的一个属，为陆生兰。该属共有3种，分布于喜马拉雅地区。